# Elles étaient cinq
Pour plus de détails, voir Fiche technique et Distribution.
Elles étaient cinq est un film québécois réalisé par Ghyslaine Côté et écrit par Chantal Cadieux, sorti en 2004. 
Le film a été tourné en partie dans un chalet situé à Deux-Montagnes, dans les Laurentides, aux abords du Lac des Deux-Montagnes. Ce même chalet a d'ailleurs été utilisé pour certaines scènes des téléromans O' (chalet de Samuel O'Hara) et Yamaska (chalet extérieur de Julie et William — l'intérieur étant un décor en studio), tous deux présentés sur les ondes du réseau TVA.  
Le tournage du film a débuté en septembre 2003, pour être projeté sur les écrans des cinémas en août 2004.

## Synopsis
Manon Cloutier a 32 ans. La simple vue d’un homme au bras tatoué la replonge dans le pénible souvenir où à 17 ans, elle et ses quatre amies : Anne, Claudia, Isa et Sophie ont vécu un drame qui a transformé leurs vies. Elles avaient organisé une fête au chalet des parents de Sophie. La journée radieuse se transforme en cauchemar, lorsqu’un jeune homme tatoué prend Manon et Sophie en auto-stop. Quinze années ont passé depuis cette journée qui a brisé la vie de Manon, violée, qui a vu son amie Sophie assassinée. Quinze années où les amies d’enfance ont coupé les ponts. Après l’oubli, c’est maintenant le temps de renouer et de se revoir pour se rappeler qu’elles étaient cinq.

## Fiche technique
- Titre original : Elles étaient cinq
- Réalisation : Ghyslaine Côté
- Scénario : Chantal Cadieux (avec la collaboration de Ghyslaine Côté)
- Musique : Normand Corbeil
- Conception visuelle : Richard Marchand
- Décors : Genevieve Burt
- Maquillage : Odile Ferlatte
- Coiffure : Gaétan Landry
- Photographie : Alexis Durand-Brault
- Son : Dominique Chartrand, Mathieu Beaudin, Hans Peter Strobl
- Montage : Richard Comeau
- Production : Maxime Rémillard et Richard Lalonde
- Société de production : Forum Films, Remstar Productions
- Sociétés de distribution : Alliance Atlantis Vivafilm, Remstar Distribution
- Budget : 2 500 000 $ CA[1]
- Pays d'origine :  Canada
- Langue originale : français
- Format : couleur (Technicolor) — 35 mm — format d'image : 1,85:1 — son Dolby numérique
- Genre : drame
- Durée : 83 minutes
- Dates de sortie :
  - Canada : 26 août 2004 (première en ouverture du 28e Festival des films du monde de Montréal (FFM))[2],[3]
  - Canada : 27 août 2004 (sortie en salle au Québec)
  - Corée du Sud : 11 octobre 2004 (Festival international du film de Busan)
  - France : 26 novembre 2004 (Semaine du cinéma du Québec à Paris)
  - Canada : 22 février 2005 (DVD)
  - Argentine : 13 avril 2005 (Festival international du cinéma indépendant de Buenos Aires)

## Distribution
- Jacinthe Laguë : Manon
- Julie Deslauriers : Anne
- Ingrid Falaise : Isa
- Brigitte Lafleur : Claudia
- Noémi Yelle : Sophie
- Peter Miller : Thibodeau
- Sylvain Carrier : Stéphane
- Robert Lalonde : Paul
- Diane Lavallée : Brigitte
- Louise Portal : Claire
- Andréanne Miron : Jeanne
- Brigitte Paquette : commissaire aux libérations
- Maïté Léa Kaliaguine : Isa à 8 ans
- Fanny Langelier : Sophie à 8 ans
- Francis Ducharme : Rémi
- Ghyslaine Côté : psychologue
- David Elkin : Stewart
- Martin Bédard : photographe
- Marc Paquet : Michel
- Rachel Fontaine : vendeuse de boutique mode
- Brian D. Wright : patron du lave-auto
- Audrey Loiselle : Anne à 8 ans
- Cicely Austin : Claudie à 8 ans
- Marianne Desjardins : Manon à 8 ans
- François-Xavier Dufour : Martin
- Louise Proulx : préposée CNLC
- Maurizio Terrazzano : Roberto
- Arianne Legault : Juliette
- Chantal Cadieux : lectrice à la bibliothèque
- Paul Stewart : agent CNLC
- Alain Gendreau : policier

## Récompenses et nominations

### Récompenses
- 2004 : Prix de la meilleure contribution artistique au Festival des films du monde de Montréal à Ghyslaine Côté

### Nominations
Prix Jutra 2005
- 7 nominations:
  - Meilleur film
  - Meilleur scénario : Chantal Cadieux et Ghyslaine Côté
  - Meilleure actrice : Jacinthe Laguë
  - Meilleure actrice de soutien : Brigitte Lafleur
  - Meilleure direction de la photographie
  - Meilleur montage
  - Meilleur maquillage

Prix Génie 2005
- 2 nominations:
  - Prix Génie de la meilleure actrice : Jacinthe Laguë
  - Prix Génie du meilleur montage

- 2004 : Grand prix des Amériques au Festival des films du monde de Montréal à Ghyslaine Côté
- 2005 : Grand prix au Festival du film de Paris à Ghyslaine Côté